# 政府开发援助
政府开发援助（英語：Official Development Assistance，缩写为），又称政府发展援助、官方发展援助，是发达国家对发展中国家的一种经济援助。根据經濟合作與發展組織（OECD）开发援助委员会（DAC）的定义：ODA是发达国家为发展中国家提供的，用于经济发展和提高人民生活的，赠与水平25%以上的赠款或贷款。
ODA的官方色彩讓其不僅是金錢往來，通常援助國的無形影響力也將藉由援助逐漸進入對象國，從而也是一種政治工具，例如美國對歐洲的马歇尔计划算得上是戰後第一種大型ODA，阿富汗战争后各国为卡尔扎伊政府提供捐助也是一種ODA。

## OECD國家總額
OECD國家戰後對外政府對政府援助總額
-  欧洲联盟 – 866.6億美金

1. 美国 – 315.5億美金
2. 英国 – 178.8億美金
3. 德国 – 140.6億美金
4. 日本 – 118億美金
5. 法國 – 113.8億美金
6. 瑞典 – 58.3億美金
7. 挪威 – 55.8億美金
8. 荷蘭 – 54.4億美金
9. 加拿大 – 49.1億美金
10. – 48.5億美金